# Jewel (Sängerin)

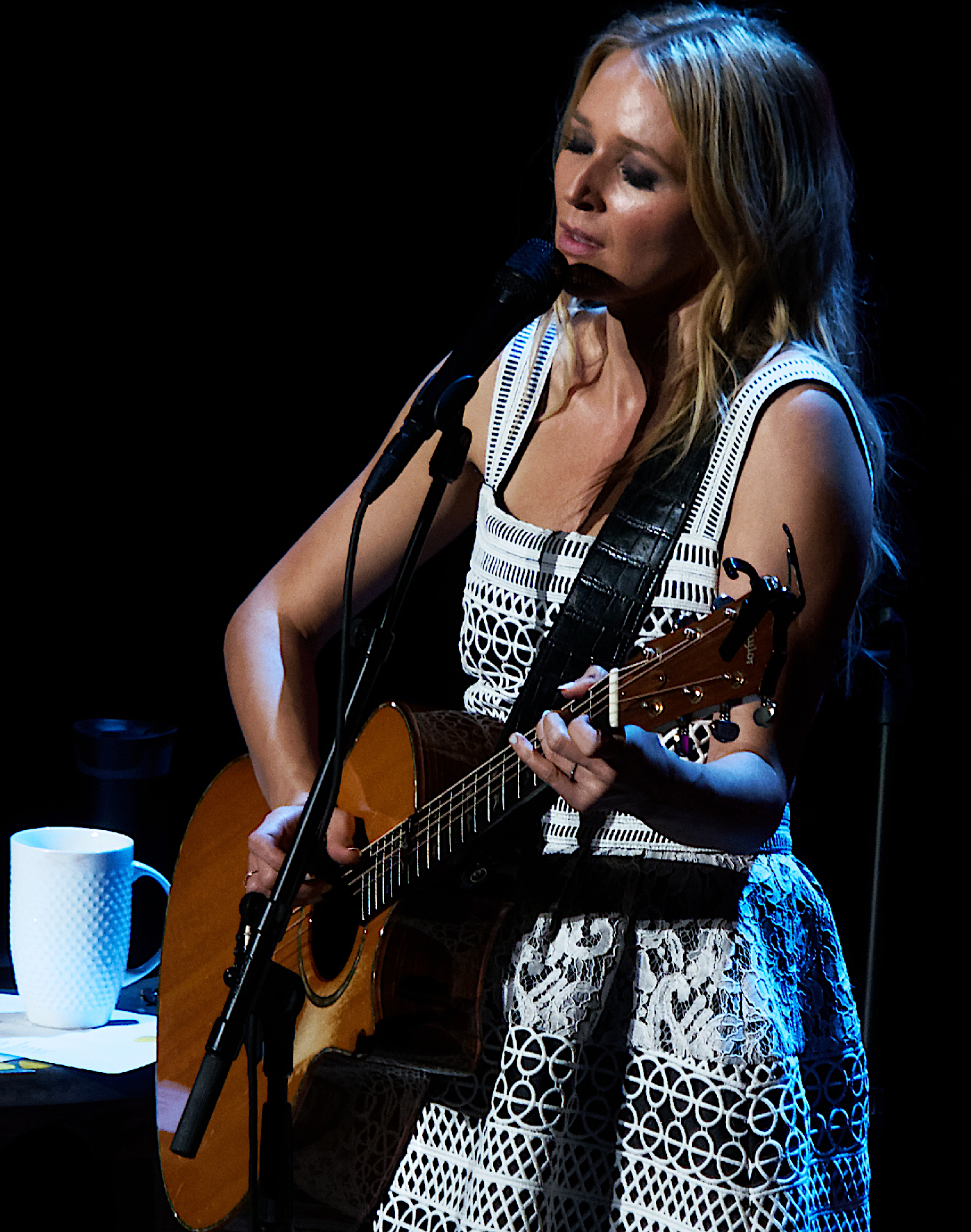
Jewel Kilcher (2016)

Jewel Kilcher (* 23. Mai 1974 in Payson, Utah), besser bekannt unter ihrem Vornamen Jewel, ist eine US-amerikanische Sängerin, die mehr als 30 Millionen Tonträger verkaufte. Ihre Songs – Liebeslieder ebenso wie kritische Auseinandersetzungen mit der US-Gesellschaft – schreibt sie selbst.

## Biografie

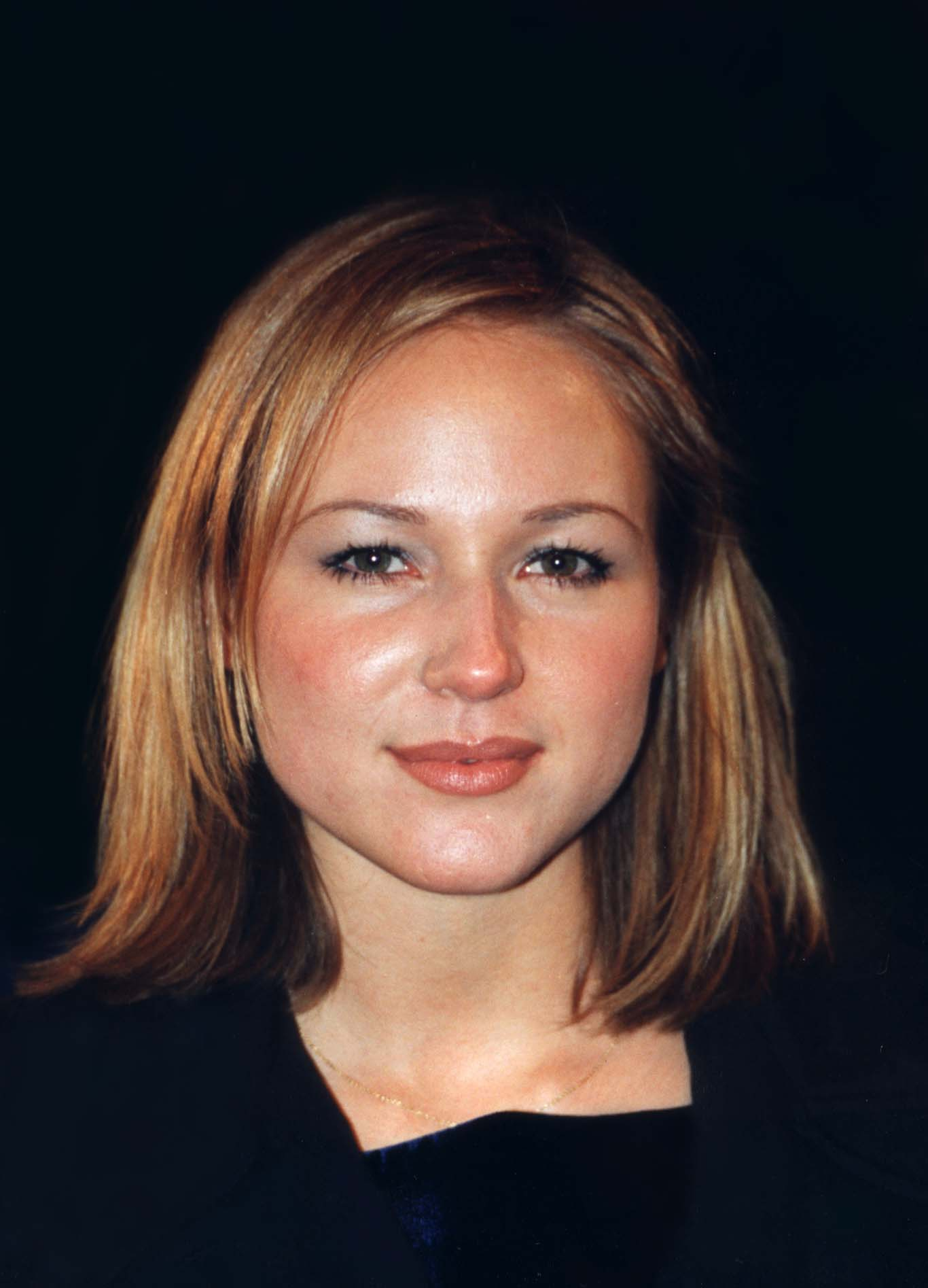
Jewel (1997)

Jewel ist eine Tochter des Singer-Songwriters Atz Kilcher und Enkelin des Landwirts und Politikers Yule Kilcher. Sie wuchs in Alaska auf, wo sie schon früh damit begann, ihre Eltern bei Auftritten in Eskimo-Dörfern zu begleiten. Nach der Scheidung ihrer Eltern blieb sie bei ihrem Vater und begleitete ihn weiterhin bei Auftritten. Sieben Jahre später zog sie nach Michigan und studierte dort an der Interlochen Arts Academy. In diesem Zeitraum begann sie auch, ihre ersten eigenen Songs zu schreiben. Nach ihrem Abschluss zog sie zu ihrer Mutter nach San Diego und verdiente ihr Geld mit Nebenjobs. Bei einem Auftritt in einem Kaffeehaus wurde sie von Atlantic Records entdeckt. Jewels Vater ist schweizerischer Abstammung, ihre Mutter hat irische Wurzeln. Jewel selbst besitzt neben der US-amerikanischen auch die Schweizer Staatsbürgerschaft. Sie ist zudem eine Tante zweiten Grades der Schauspielerin Q’orianka Kilcher.
Am 7. August 2008 heiratete Jewel ihren Landsmann, den Rodeo-Star Ty Murray, mit dem sie zuvor bereits zehn Jahre liiert war, auf den Bahamas. Die beiden leben gemeinsam auf einer 890 Hektar großen Farm in Stephenville, Texas. 2011 brachte Jewel einen Sohn zur Welt. Es ist das erste Kind des Ehepaares. Im Februar 2014 verkündete das Paar, sich zu trennen.
Am 15. Dezember 2021 gewann Jewel als Queen of Hearts die sechste Staffel der US-amerikanischen Version von The Masked Singer. Am Anfang einer 2000er-Mottofolge der zehnten Staffel sang sie ihr Lied Standing Still aus dem Jahr 2001. In der zwölften Staffel präsentierte sie mehrere Hinweise zur Identität der Kandidatin Ship (Paula Cole).
Jewel gründete und finanziert die Non-Profit-Organisation Higher Ground for Humanity, die sich um die Verbesserung der Wasserversorgung in Entwicklungsländern bemüht.

## Stilistische Merkmale ihrer Musik

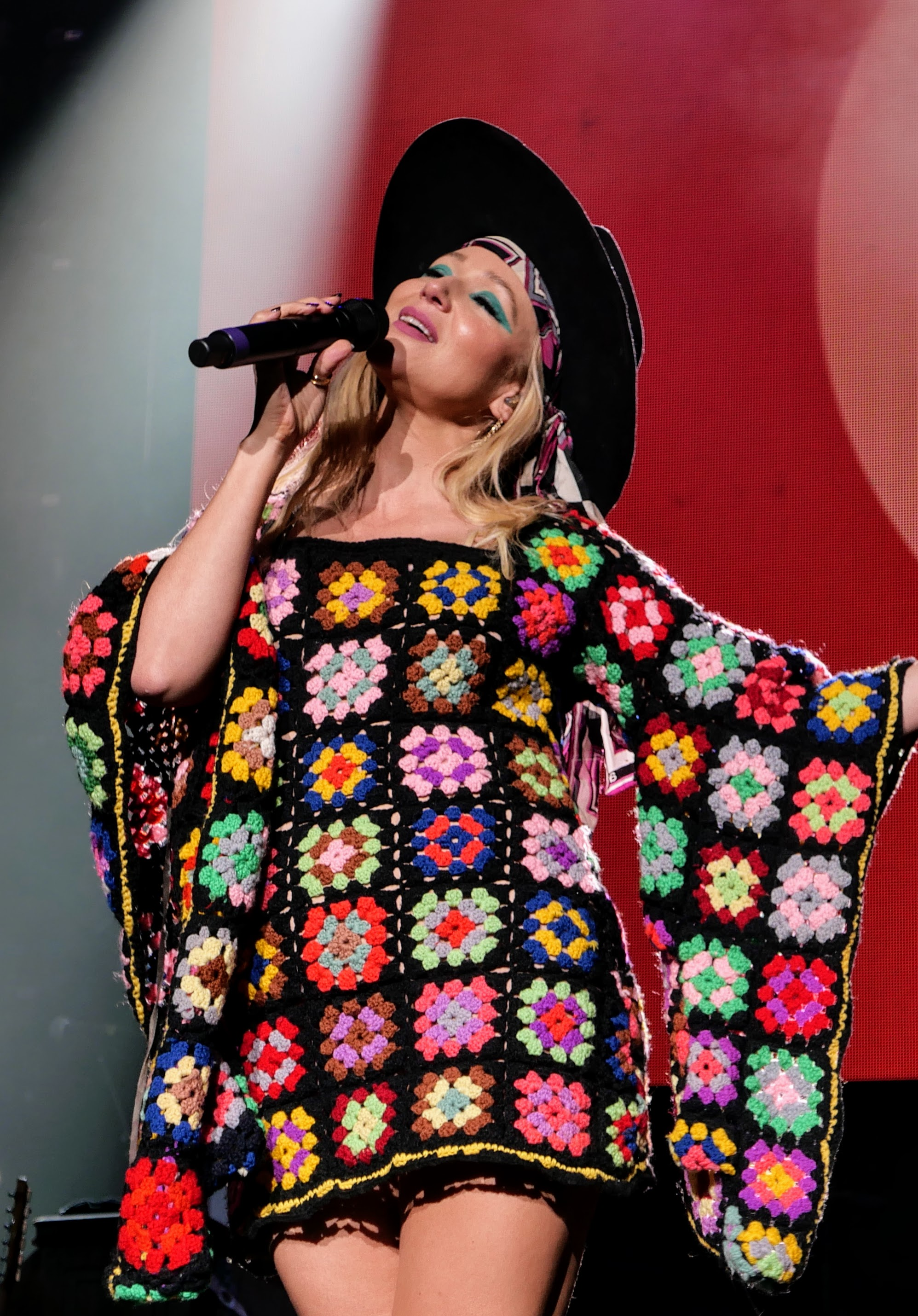
Jewel (2012)

Jewels frühere Alben enthalten oft Lieder, die ohne größeren Aufwand produziert worden sind (zum Teil nur mit Gitarrenbegleitung).
Auf ihrem 2003 erschienenen Album 03 04 brach Jewel mit dieser Tradition. Auf der CD ist ein Tanzvideo und sie experimentiert mit verschiedenen musikalischen Stilrichtungen (Dance, Klassischer Folk, Jazz, Beat, Pop, Techno, Soul), was von Teilen der Fans negativ aufgenommen wurde. Trotzdem erreichte 03 04 Platz 2 der US-amerikanischen Hitparade. Auf dem 2006 veröffentlichten Album Goodbye Alice in Wonderland kehrte Jewel wieder zu ihren musikalischen Wurzeln zurück.

## Schauspielkarriere und Autorin
1999 debütierte Jewel an der Seite der Filmstars Skeet Ulrich und Tobey Maguire als Schauspielerin in Ang Lees Film Wer mit dem Teufel reitet. Im Jahr 2004 arbeitete sie an ihrem zweiten Film Wave. Sie hatte einen Gastauftritt in Men in Trees und spielte live mit ihrer Band in der Serie Las Vegas.
1998 veröffentlichte Jewel einen Gedichtband A Night Without Armor (500.000 verkaufte Exemplare) und 2000 ihre Autobiographie Chasing Down the Dawn (Untertitel Stories from the Road).

## Diskografie

### Studioalben
| Jahr | Titel                       | Höchstplatzierung, Gesamtwochen, AuszeichnungChartplatzierungen (Jahr, Titel, Platzierungen, Wochen, Auszeichnungen, Anmerkungen) | Höchstplatzierung, Gesamtwochen, AuszeichnungChartplatzierungen (Jahr, Titel, Platzierungen, Wochen, Auszeichnungen, Anmerkungen) | Höchstplatzierung, Gesamtwochen, AuszeichnungChartplatzierungen (Jahr, Titel, Platzierungen, Wochen, Auszeichnungen, Anmerkungen) | Höchstplatzierung, Gesamtwochen, AuszeichnungChartplatzierungen (Jahr, Titel, Platzierungen, Wochen, Auszeichnungen, Anmerkungen) | Höchstplatzierung, Gesamtwochen, AuszeichnungChartplatzierungen (Jahr, Titel, Platzierungen, Wochen, Auszeichnungen, Anmerkungen) | Anmerkungen                              |
| Jahr | Titel                       | DE | AT | CH | UK | US | Anmerkungen                              |
| ---- | --------------------------- | --- | --- | --- | --- | --- | ---------------------------------------- |
| 1995 | Pieces of You               | DE19 (20 Wo.)DE | AT30 (3 Wo.)AT | — | UK82 Gold · (6 Wo.)UK | US4 ×2Diamant + Doppelplatin · (114 Wo.)US                                                                                        | Erstveröffentlichung: 28. Februar 1995   |
| 1998 | Spirit                      | DE42 (10 Wo.)DE | AT48 (3 Wo.)AT | CH32 (7 Wo.)CH | UK54 Silber · (2 Wo.)UK | US3 ×4Vierfachplatin · (51 Wo.)US                                                                                                 | Erstveröffentlichung: 17. November 1998  |
| 2001 | This Way                    | DE13 (15 Wo.)DE | AT35 (6 Wo.)AT | CH14 (13 Wo.)CH | UK34 (3 Wo.)UK | US9 Platin · (33 Wo.)US | Erstveröffentlichung: 13. November 2001  |
| 2003 | 0304                        | DE33 (3 Wo.)DE | AT74 (1 Wo.)AT | CH45 (5 Wo.)CH | UK79 (1 Wo.)UK | US2 Gold · (21 Wo.)US | Erstveröffentlichung: 3. Juni 2003       |
| 2006 | Goodbye Alice in Wonderland | — | — | CH34 (7 Wo.)CH | — | US8 (13 Wo.)US | Erstveröffentlichung: 2. Mai 2006        |
| 2008 | Perfectly Clear             | — | — | — | — | US8 (16 Wo.)US | Erstveröffentlichung: 3. Juni 2008       |
| 2010 | Sweet and Wild              | — | — | — | — | US11 (11 Wo.)US | Erstveröffentlichung: 8. Juni 2010       |
| 2015 | Picking Up the Pieces       | — | — | — | — | US28 (3 Wo.)US | Erstveröffentlichung: 11. September 2015 |

### Weitere Alben
| Jahr | Titel                             | Höchstplatzierung, Gesamtwochen, AuszeichnungChartplatzierungen (Jahr, Titel, Platzierungen, Wochen, Auszeichnungen, Anmerkungen) | Höchstplatzierung, Gesamtwochen, AuszeichnungChartplatzierungen (Jahr, Titel, Platzierungen, Wochen, Auszeichnungen, Anmerkungen) | Höchstplatzierung, Gesamtwochen, AuszeichnungChartplatzierungen (Jahr, Titel, Platzierungen, Wochen, Auszeichnungen, Anmerkungen) | Höchstplatzierung, Gesamtwochen, AuszeichnungChartplatzierungen (Jahr, Titel, Platzierungen, Wochen, Auszeichnungen, Anmerkungen) | Höchstplatzierung, Gesamtwochen, AuszeichnungChartplatzierungen (Jahr, Titel, Platzierungen, Wochen, Auszeichnungen, Anmerkungen) | Anmerkungen                                              |
| Jahr | Titel                             | DE | AT | CH | UK | US | Anmerkungen                                              |
| ---- | --------------------------------- | --- | --- | --- | --- | --- | -------------------------------------------------------- |
| 1999 | Joy: A Holiday Collection         | — | — | — | — | US32 Platin · (9 Wo.)US | Erstveröffentlichung: 2. November 1999 Weihnachtsalbum   |
| 2009 | Lullaby                           | — | — | — | — | US117 (1 Wo.)US | Erstveröffentlichung: 5. Mai 2009 Album für Kinder       |
| 2011 | The Merry Goes ’Round             | — | — | — | — | — | Erstveröffentlichung: 2011                               |
| 2013 | Greatest Hits                     | — | — | — | — | US73 (2 Wo.)US | Erstveröffentlichung: 5. Februar 2013 Kompilation        |
| 2013 | Let It Snow: A Holiday Collection | — | — | — | — | US43 (2 Wo.)US | Erstveröffentlichung: 24. September 2013 Weihnachtsalbum |

### Singles
| Jahr | Titel Album                                 | Höchstplatzierung, Gesamtwochen, AuszeichnungChartplatzierungen (Jahr, Titel, Album, Platzierungen, Wochen, Auszeichnungen, Anmerkungen) | Höchstplatzierung, Gesamtwochen, AuszeichnungChartplatzierungen (Jahr, Titel, Album, Platzierungen, Wochen, Auszeichnungen, Anmerkungen) | Höchstplatzierung, Gesamtwochen, AuszeichnungChartplatzierungen (Jahr, Titel, Album, Platzierungen, Wochen, Auszeichnungen, Anmerkungen) | Höchstplatzierung, Gesamtwochen, AuszeichnungChartplatzierungen (Jahr, Titel, Album, Platzierungen, Wochen, Auszeichnungen, Anmerkungen) | Höchstplatzierung, Gesamtwochen, AuszeichnungChartplatzierungen (Jahr, Titel, Album, Platzierungen, Wochen, Auszeichnungen, Anmerkungen) | Anmerkungen                             | [↑]: gemeinsam behandelt mit vorhergehendem Eintrag; [←]: in beiden Charts platziert |
| Jahr | Titel Album                                 | DE | AT | CH | UK | US | Anmerkungen                             |                                                                                      |
| ---- | ------------------------------------------- | --- | --- | --- | --- | --- | --------------------------------------- | ------------------------------------------------------------------------------------ |
| 1996 | Who Will Save Your Soul Pieces of You       | — | — | — | UK52 (2 Wo.)UK | US11 (30 Wo.)US | Erstveröffentlichung: 4. Juni 1996      |                                                                                      |
| 1996 | You Were Meant for Me Pieces of You         | — | — | — | UK32 (6 Wo.)UK | US2 Platin · (65 Wo.)US | Erstveröffentlichung: 12. November 1996 |                                                                                      |
| 1997 | Foolish Games Pieces of You                 | — | — | — | —[US: ↑] | US2 Platin · (65 Wo.)US | Erstveröffentlichung: 8. Juli 1997      |                                                                                      |
| 1998 | Hands Spirit                                | — | — | — | UK41 (2 Wo.)UK | US6 (22 Wo.)US | Erstveröffentlichung: November 1998     |                                                                                      |
| 1999 | Down So Long Spirit                         | — | — | — | UK38 (2 Wo.)UK | US59 (6 Wo.)US | Erstveröffentlichung: Februar 1999      |                                                                                      |
| 2001 | Standing Still This Way                     | — | — | — | UK83 (1 Wo.)UK | US25 (20 Wo.)US | Erstveröffentlichung: 2. Oktober 2001   |                                                                                      |
| 2003 | Intuition 0304                              | DE77 (6 Wo.)DE | — | CH87 (1 Wo.)CH | UK52 (1 Wo.)UK | US20 (20 Wo.)US | Erstveröffentlichung: 6. Mai 2003       |                                                                                      |
| 2006 | Again and Again Goodbye Alice in Wonderland | — | — | — | — | US80 (2 Wo.)US | Erstveröffentlichung: Februar 2006      |                                                                                      |
| 2008 | Stronger Woman Perfectly Clear              | — | — | — | — | US84 (10 Wo.)US | Erstveröffentlichung: Februar 2008      |                                                                                      |

Weitere Singles
- 1999: That’s the Way Love Goes (mit Merle Haggard)
- 1999: Jupiter (Swallow the Moon)
- 2002: Serve the Ego
- 2002: Break Me
- 2002: This Way
- 2003: Stand
- 2003: 2 Become 1
- 2006: Good Day
- 2006: Only One Too
- 2008: I Do
- 2008: Till It Feels Like Cheating
- 2010: Stay Here Forever
- 2010: Satisfied
- 2010: Ten
- 2013: Two Hearts Breaking
- 2015: Dress Blues (mit Zac Brown Band)
- 2016: I Want to Be a Cowboy’s Sweetheart (mit Cyndi Lauper)

## Videoalben
- 1999: A Life Uncommon
- 2004: Live at Humphrey’s by the Bay
- 2008: The Essential Live Songbook

## Auszeichnungen für Musikverkäufe
| Goldene Schallplatte - Australien - 1997: für die Single Foolish Games - 1999: für die Single Hands - 2003: für das Album 0304 - 2003: für die Single Intuition - Japan - 1999: für das Album Spirit - Kanada - 2004: für das Album 0304 - 2009: für das Videoalbum The Essential Live Songbook - 2011: für das Album Lullaby - Niederlande - 2001: für das Album Spirit - Norwegen - 1997: für das Album Pieces of You - Südafrika - 2002: für das Album This Way | Platin-Schallplatte - Australien - 1997: für die Single You Were Meant for Me - 2004: für das Album This Way - Kanada - 2003: für das Album This Way - Niederlande - 2001: für das Album Pieces of You 2× Platin-Schallplatte - Neuseeland - 1999: für das Album Spirit 3× Platin-Schallplatte - Australien - 2000: für das Album Spirit | 5× Platin-Schallplatte - Neuseeland - 1998: für das Album Pieces of You - Spanien - 2001: für das Album Pieces of You 6× Platin-Schallplatte - Australien - 2001: für das Album Pieces of You 8× Platin-Schallplatte - Kanada - 1998: für das Album Pieces of You |

Anmerkung: Auszeichnungen in Ländern aus den Charttabellen bzw. Chartboxen sind in ebendiesen zu finden.
| Land/RegionAuszeichnungen für Musikverkäufe (Land/Region, Auszeichnungen, Verkäufe, Quellen) | Silber  | Gold       | Platin       | Diamant  | Verkäufe   | Quellen                                                    |
| -------------------------------------------------------------------------------------------- | ------- | ---------- | ------------ | -------- | ---------- | ---------------------------------------------------------- |
| Australien (ARIA)                                                                            | —       | 4× Gold4   | 11× Platin11 | —        | 910.000    | aria.com.au                                                |
| Japan (RIAJ)                                                                                 | —       | Gold1      | —            | —        | 100.000    | riaj.or.jp                                                 |
| Kanada (MC)                                                                                  | —       | 3× Gold3   | 9× Platin9   | —        | 995.000    | musiccanada.com                                            |
| Neuseeland (RMNZ)                                                                            | —       | —          | 7× Platin7   | —        | 105.000    | Einzelnachweise                                            |
| Niederlande (NVPI)                                                                           | —       | Gold1      | Platin1      | —        | 120.000    | nvpi.nl                                                    |
| Norwegen (IFPI)                                                                              | —       | Gold1      | —            | —        | 25.000     | ifpi.no (Memento vom 5. November 2012 im Internet Archive) |
| Spanien (Promusicae)                                                                         | —       | —          | 5× Platin5   | —        | 500.000    | elportaldemusica.es                                        |
| Südafrika (RISA)                                                                             | —       | Gold1      | —            | —        | 25.000     | mi2n.com                                                   |
| Vereinigte Staaten (RIAA)                                                                    | —       | Gold1      | 9× Platin9   | Diamant1 | 19.500.000 | riaa.com                                                   |
| Vereinigtes Königreich (BPI)                                                                 | Silber1 | Gold1      | —            | —        | 160.000    | bpi.co.uk                                                  |
| Insgesamt                                                                                    | Silber1 | 13× Gold13 | 42× Platin42 | Diamant1 |            |                                                            |

## Bücher
- 1999: Zu viele Nächte: Gedichte (auch als Hörbuch)
- 1999: A Night Without Armor: Poems (auch als Hörbuch)
- 2001: Chasing Down the Dawn: Stories from the Road (auch als Hörbuch)